# Ludovico da Casoria
(Ludovico da Casoria)
Ludovico da Casoria, al secolo Arcangelo Palmentieri (Casoria, 11 marzo 1814 – Napoli, 30 marzo 1885), è stato un religioso italiano dell'Ordine dei Frati Minori Scalzi, fondatore dei frati bigi e delle suore bigie.
Insegnò per vent'anni filosofia e matematica a Napoli fino a quando, dopo un'esperienza mistica vissuta durante un'adorazione eucaristica, decise di dedicare la sua vita al riscatto dei bambini africani tenuti in schiavitù. Resse, inviato dalla Santa Sede, la missione di Scellal, in Sudan. Fu un uomo di straordinaria carità, con una predilezione per i poveri e gli emarginati.
È stato beatificato nel 1993 da Giovanni Paolo II e canonizzato nel 2014 da papa Francesco.

## Biografia

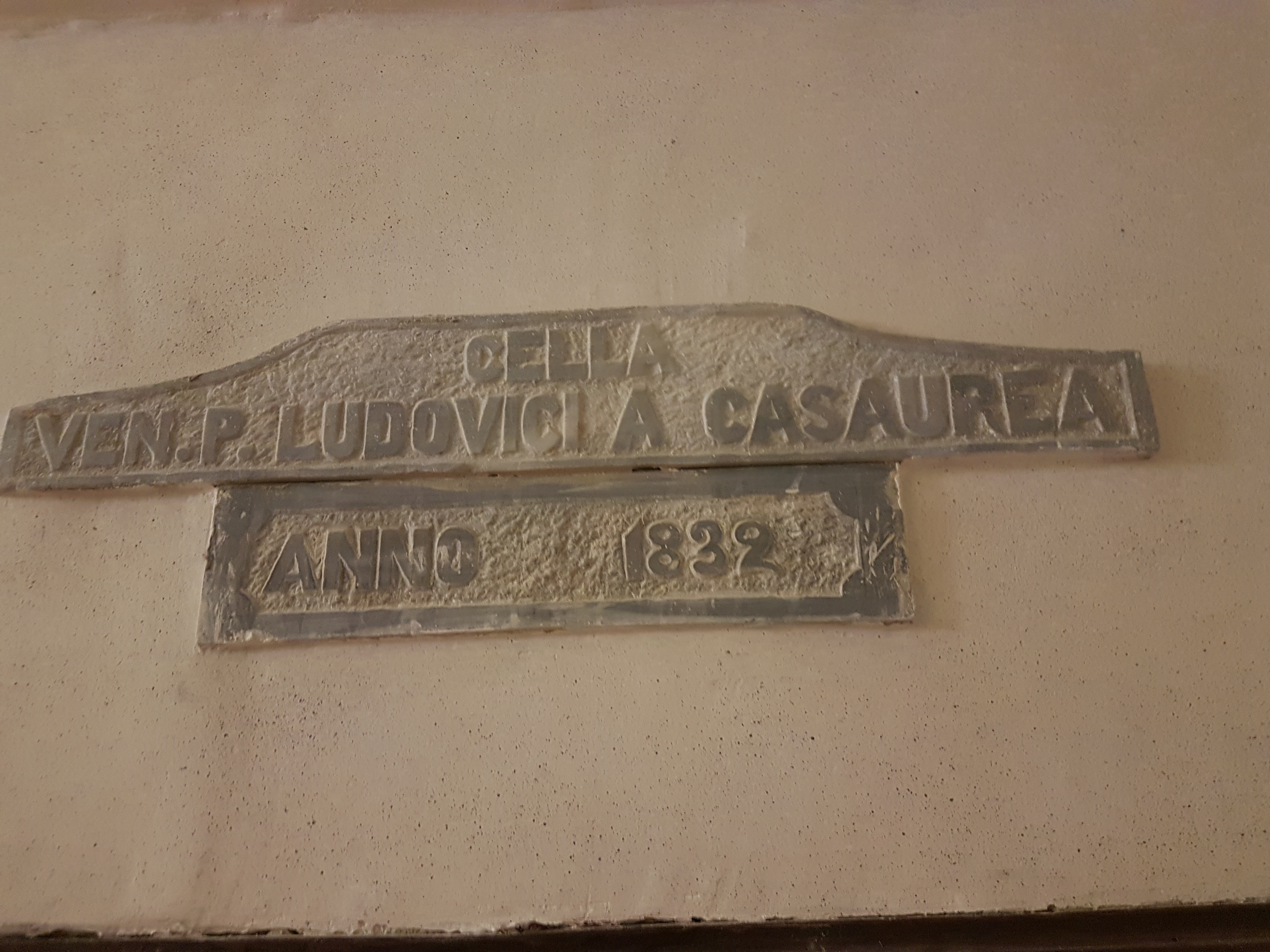
Targa presente nella cella in cui ha vissuto Ludovico da Casoria presso il Convento San Giovanni del Palco di Taurano

Nacque come Arcangelo Palmentieri a Casoria l'11 marzo 1814. Terzogenito di Vincenzo, taverniere e di Candida Zenga, coppia molto religiosa, dopo aver fatto l'apprendista falegname a 18 anni fu accolto tra i Frati Minori nel noviziato presso il Convento San Giovanni del Palco di Taurano, proseguì gli studi negli istituti di Sant'Antonio ad Afragola, di Sant'Angelo a Nola e di San Pietro ad Aram a Napoli.

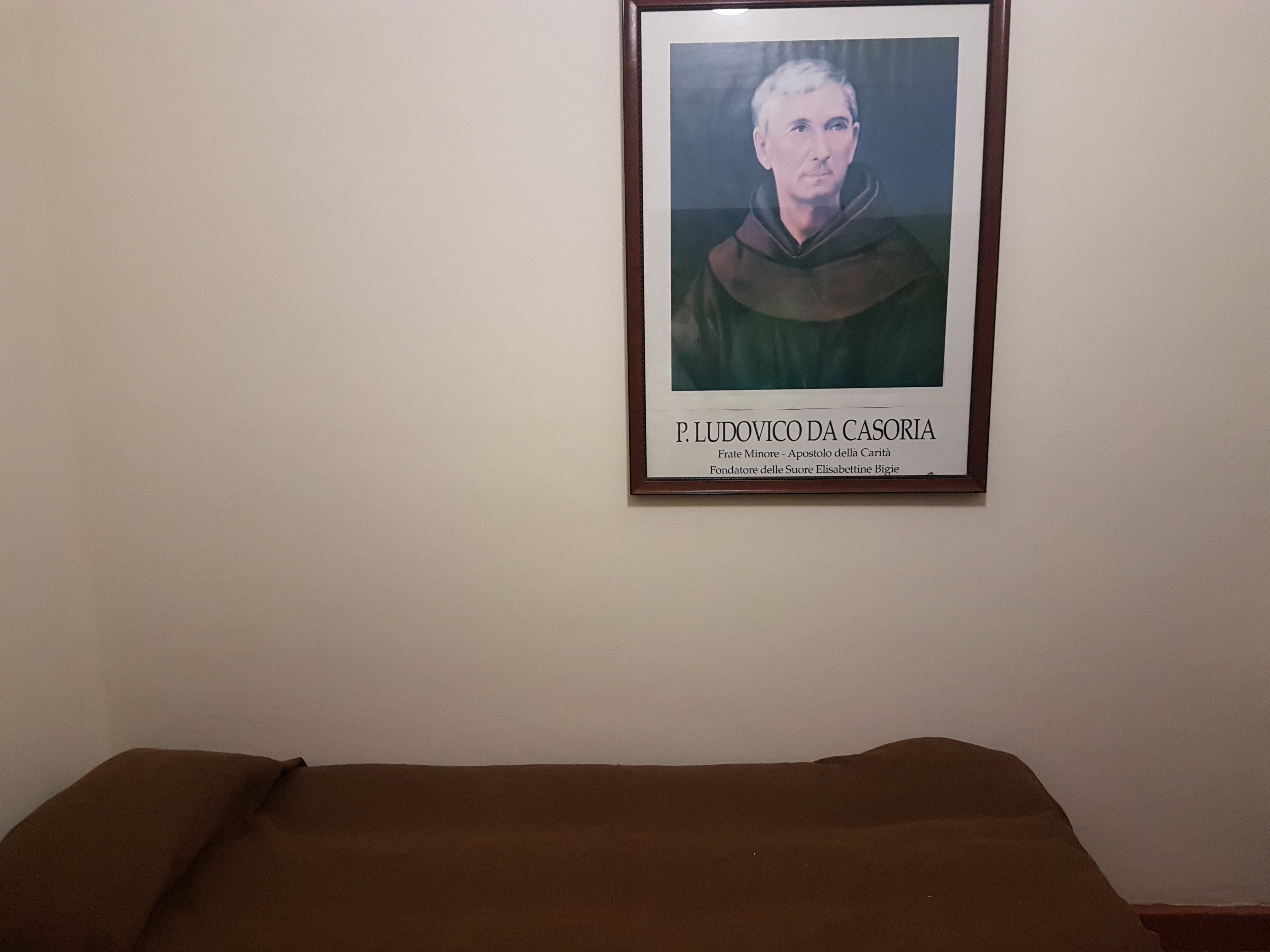
L'interno della cella in cui ha vissuto Ludovico da Casoria presso il Convento San Giovanni del Palco di Taurano, con ritratto

Fu ordinato presbitero il 4 giugno 1847 ed iniziò la sua attività di insegnante di filosofia e matematica presso vari istituti dell'Ordine francescano.
In quello stesso anno successe l'episodio che gli cambiò la vita: mentre era in adorazione dinanzi a Santissimo Sacramento nella chiesa napoletana di San Giuseppe dei Ruffi, cadde a terra avvertendo che era giunto il momento di cambiare vita dedicandosi ad un'attività caritatevole che contraddistinse il resto dei suoi giorni.
Iniziò a frequentare persone di diverse impostazioni culturali e politiche, tra cui atei e liberali, fondò accademie di cultura religiosa e numerose case di accoglienza per anziani.

## Opere
Con il placet e l'aiuto di Ferdinando II riuscì a riscattare numerosi bambini schiavi a Il Cairo e ad Alessandria, con lo scopo di donar loro una vita dignitosa, una educazione cristiana e una preparazione culturale tale da poterli inviare come missionari indigeni nel continente africano. Molti di loro scelsero liberamente di ricevere la Cresima e successivamente di divenire sacerdoti e donne consacrate.
Di grande aiuto gli furono molti Terziari Francescani, che con lui fondarono i Frati della Carità, detti “Bigi”, e le Suore Bigie nel 1962, che tutt'oggi continuano il suo carisma.
A Napoli, in località Scudillo, fondò l'Istituto La Palma, infermeria-farmacia per i frati della Provincia Francescana e per i sacerdoti poveri del Terz'Ordine. Tutt'oggi l'Istituto è attivo come luogo di studio e di giochi per i bambini e i preadolescenti meno abbienti del Rione Sanità. 
Nel 1871, fonda ad Assisi l’Istituto Serafico, dove si fece carico di accogliere ragazzi sordi e ciechi, da lui definiti "creature infelici e abbandonate", nella convinzione che anch'essi potessero avere un futuro. Ancora oggi l’Istituto Serafico porta avanti la sua opera.
Particolare aiuto alle sue opere fu dato dalla santa Caterina Volpicelli, donna carismatica e devota al Sacro Cuore di Gesù che intrattenne rapporti anche con san Daniele Comboni, sant'Annibale Maria Di Francia, santa Giulia Salzano, santa Maria Cristina Brando (figlia spirituale dello stesso Ludovico), il beato Pio IX, il beato Antonio Rosmini, il beato Bartolo Longo e la venerabile Anna Lapini.
Prima di morire affidò la sua opera di educazione dei bambini africani ai Frati Bigi, da lui fondati. Morì la mattina del 30 marzo 1885. 
I suoi resti riposano nella Chiesa dell'Ospizio marino di Posillipo, dove aveva fatto erigere un monumento che raffigurava Francesco d'Assisi nell'atto di abbracciare Giotto, Dante e Cristoforo Colombo, Terziari Francescani.

## Culto
È stato beatificato da papa Giovanni Paolo II nel 1993 e proclamato santo da papa Francesco il 23 novembre 2014.
La sua memoria è stata fissata al 30 marzo; la Chiesa napoletana lo ricorda il 17 giugno, giorno in cui vestì per la prima volta l’abito francescano nel 1832.
Dal Martirologio Romano: "A Napoli, beato Ludovico (Arcangelo) Palmentieri da Casoria, sacerdote dell'Ordine dei Frati Minori, che, spinto da ardore di carità verso i poveri di Cristo, istituì le due Congregazioni dei Fratelli della Carità e delle Suore Francescane di Santa Elisabetta".